# Vengo a piedi con te
Vengo a piedi con te è un album del cantautore italiano Marcello Pieri, pubblicato dall'etichetta discografica Visa/Ricordi nel 1991.
L'album, disponibile su long playing, musicassetta e compact disc, è prodotto da Luciano Ninzatti, Maurizio Preti e Stefano Pulga, che curano gli arrangiamenti e partecipano insieme all'interprete alla composizione di alcuni brani.
Il titolo del disco è un verso del brano Se fai l'amore come cammini, pubblicato come singolo insieme a Se credi che davvero è tutto qui e partecipante al Festivalbar 1991, oltre che proposto in alcune tappe del Cantagiro 1992.

## Tracce

### Lato A
1. Se fai l'amore come cammini
2. E se potesse parlare la luna
3. Un bigliardino in mezzo ai videogames
4. Se credi che davvero è tutto qui
5. La piazza dei piccioni

### Lato B
1. Nero
2. Chissà se ti manco
3. Te le facevi tutte
4. Seguendo il fiume
5. Aspettando Charlot